# 더도 말고 덜도 말고
"더도 말고 덜도 말고"는 2013년에 제작한 대한민국의 영화이다.

## 줄거리
수능시험을 얼마 남기지 않고 찾아온 추석 연휴.
```
열아홉살 권오윤은 도둑맞은 물건을 찾기 위해 친구들과 함께 빈 독서실을 뒤지기로 한다. 
```

## 캐스팅
- 이유진
- 박소담
- 신우희